# Миноносцы типа S-75
Миноносцы типа S-75 — тип миноносцев, состоявший на вооружении Военно-морского флота Германии на рубеже XIX/XX веков. Всего было построено 7 миноносцев этого типа (по программе 1894 года). 4 сентября 1914 года все миноносцы типа были переоборудованы в тральщики, одновременно произошло их переименование в T-75 — T-81.

## Энергетическая установка
На кораблях типа в качестве ГЭУ была установлена трёхцилиндровая паровая машина (тройного расширения) мощностью 1744 л. с., состоящая из 2 локомотивных котлов (в 1901 году локомотивные котлы были заменены на 2 военно-морских котла). Максимальные запасы топлива на миноносцах типа составляли 43 тонны угля.

## Вооружение
Миноносцы вооружались одним 50-мм орудием. Их торпедное вооружение состояло из трёх однотрубных 450-мм торпедных аппаратов.

## Служба
Из 7 миноносцев типа один (S-78) 16 мая 1917 года подорвался на мине в Северном море.